# Lehtosaari (ö i Norra Karelen, Pielisen Karjala, lat 63,32, long 29,96)
Lehtosaari är en ö i Finland. Den ligger i sjön Pielisjärvi och i kommunen Lieksa i den ekonomiska regionen  Pielinen-Karelen  och landskapet Norra Karelen, i den östra delen av landet, 400 km nordost om huvudstaden Helsingfors. Öns area är 0,6 hektar och dess största längd är 130 meter i sydöst-nordvästlig riktning.